# PC Engine
De PC Engine is een in oktober 1987 door het Japanse NEC op de markt gebrachte 8 bit-spelcomputer. Het verscheen onder de naam TurboGrafx en TurboGrafx 16 op 29 augustus 1989 in de Verenigde Staten en op 22 november 1989 in Europa.

## Ontwikkeling

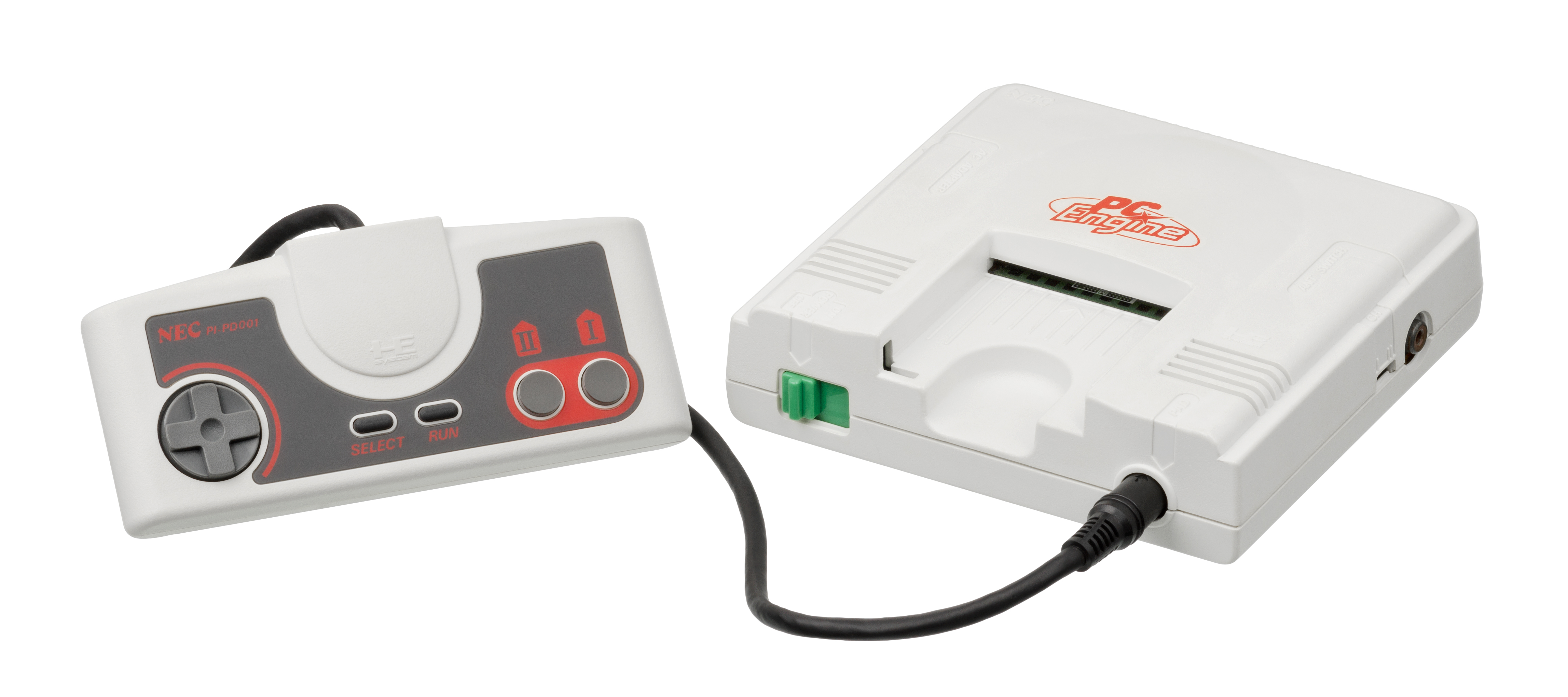
Oorspronkelijke Japanse PC Engine

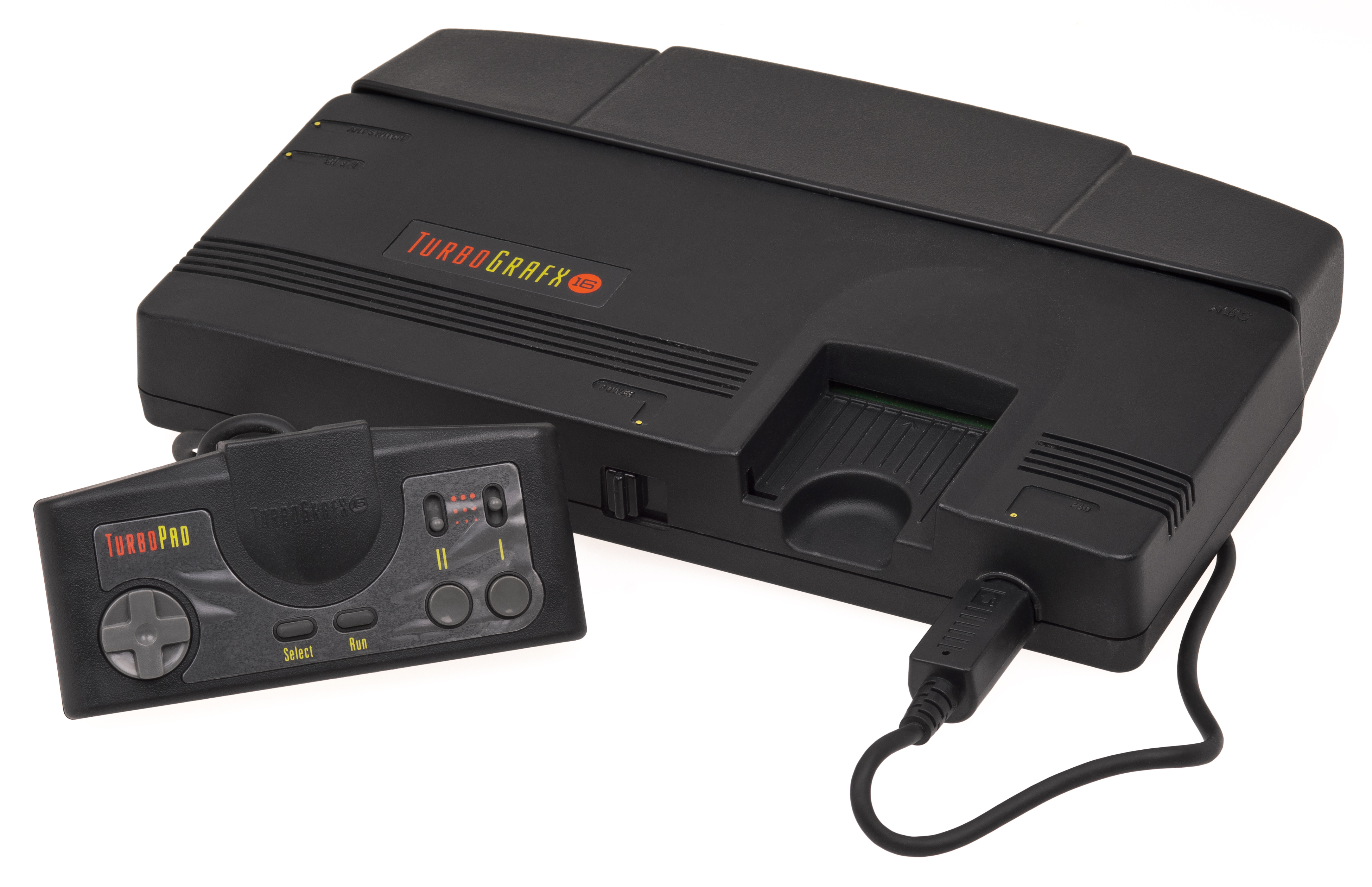
TurboGrafx-16 voor de Europese en Amerikaanse markt

De PC Engine was een gezamenlijke ontwikkeling van de Japanse softwareproducent Hudson Soft (die er een eigen chipdivisie op na houdt) en elektronicafabrikant NEC. Hudson Soft zocht financiële ondersteuning voor de door hen nieuw ontworpen spelconsole terwijl NEC zocht naar een manier om de lucratieve spelcomputermarkt te betreden.
De PC Engine was in de tijd dat het uitkwam een compacte computerspelconsole, hoofdzakelijk wegens een zeer efficiënte "drie chip"-architectuur en het gebruik van HuCards, een gegevensdrager ter grootte van een kredietkaart. HuCard is een samentrekking van de woorden Hudson en card.
Het bestond uit een verbeterde MOS Technology 65C02-processor, een speciaal ontwikkelde grafische 16 bit-processor en een speciaal ontwikkelde videocoderingschip. Allen door Hudson Soft ontworpen.
De PC Engine was uiterst populair in Japan en wedijverde al spoedig na de lancering met de Nintendo NES qua verkoopaantallen. Tussen 1987 en 1993 werden niet minder dan twaalf systeemvarianten geïntroduceerd. Het systeem kon tot 512 kleuren in verschillende resoluties tegelijkertijd weergeven en beschikte over zeer robuuste sprite-afhandelingscapaciteiten. De door Hudson ontworpen chromacodering leverde een beter en kleurrijker videosignaal dan zowel de NES als de Sega Mega Drive en wordt algemeen beschouwd als gelijkwaardig aan de 16 bits-Nintendo SNES, hoewel die laatste pas in 1990 zou worden geïntroduceerd.
Hoewel de grafische technologie zich verder ontwikkelde bleven spelfanaten trouw aan de PC Engine ondanks zijn tekortkomingen. Een van die tekortkomingen was een hardwarematige: de PC Engine beschikte slechts over een joystickpoort en spelers die met meer dan één speler wilden spelen moesten een optionele TurboTap aanschaffen, waardoor het mogelijk werd tot vijf besturingsapparaten (joysticks) aan te sluiten op het systeem. Concurrerende spelsystemen hadden de beschikking over minimaal twee aansluitingen.
Het was de eerste spelconsole met een optioneel verkrijgbare cd-rom-module waardoor het kon profiteren van meer opslagruimte, lagere kosten (goedkoper) van mediadragers en geluid in cd-kwaliteit. Het efficiënte ontwerp, de ondersteuning door de belangrijkste Japanse softwareproducenten en de extra mogelijkheden van cd-rom-technologie gaf de PC Engine een zeer grote verscheidenheid aan softwaretitels. De PC Engine werd eind 1994 opgevolgd door de PC-FX.

## Varianten
Tijdens de economische levensduur van de PC Engine zagen meerdere hardwarematige varianten het levenslicht.
Andere leden van de familie van PC Enginefamilie zijn o.a. de Shuttle, de LT (een laptopversie en vergelijkbaar met de Game Boy Advance SP maar aanzienlijk groter), de CoreGrafx I en II, de Duo R en de Duo RX. De CoreGrafx is niet de Europese variant van de PC Engine maar een herontworpen variant van de originele (witte) PC Engine met AV-uitvoer in plaats van RF, zoals bij het origineel.

### Duo

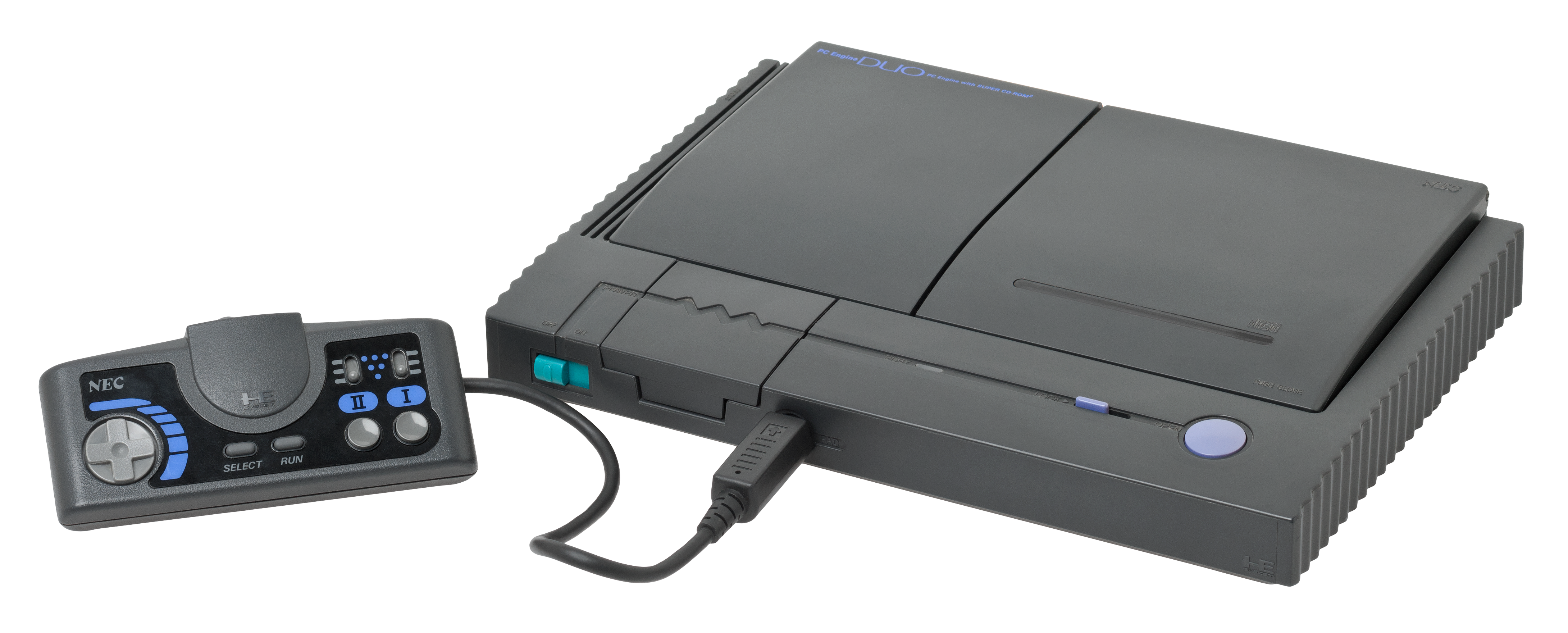
PC Engine Duo

In 1992 werd in Japan de Duo uitgebracht, deze werd in de Verenigde Staten door TurboTechnologies Inc. als TurboDuo op de markt gebracht. Het systeem combineerde de PC Engine en een verbeterde versie van het cd-romstation (de "Super cd-rom²") in één enkele behuizing. Het systeem kon audio-cd's afspelen en ondersteunde tevens cd+G, cd-rom2 en Super cd-spellen naast de standaard HuCard. De Super System Card, voor sommige spellen een vereiste indien de originele cd-uitbreiding werd gebruikt. Ook enkele andere varianten van de PC Engine voor de Japanse markt zijn als Duo-variant verschenen, waardoor de vereiste kaart niet altijd in het systeem aanwezig diende te zijn als er spellen vanaf cd werden afgespeeld.

### PC Engine GT

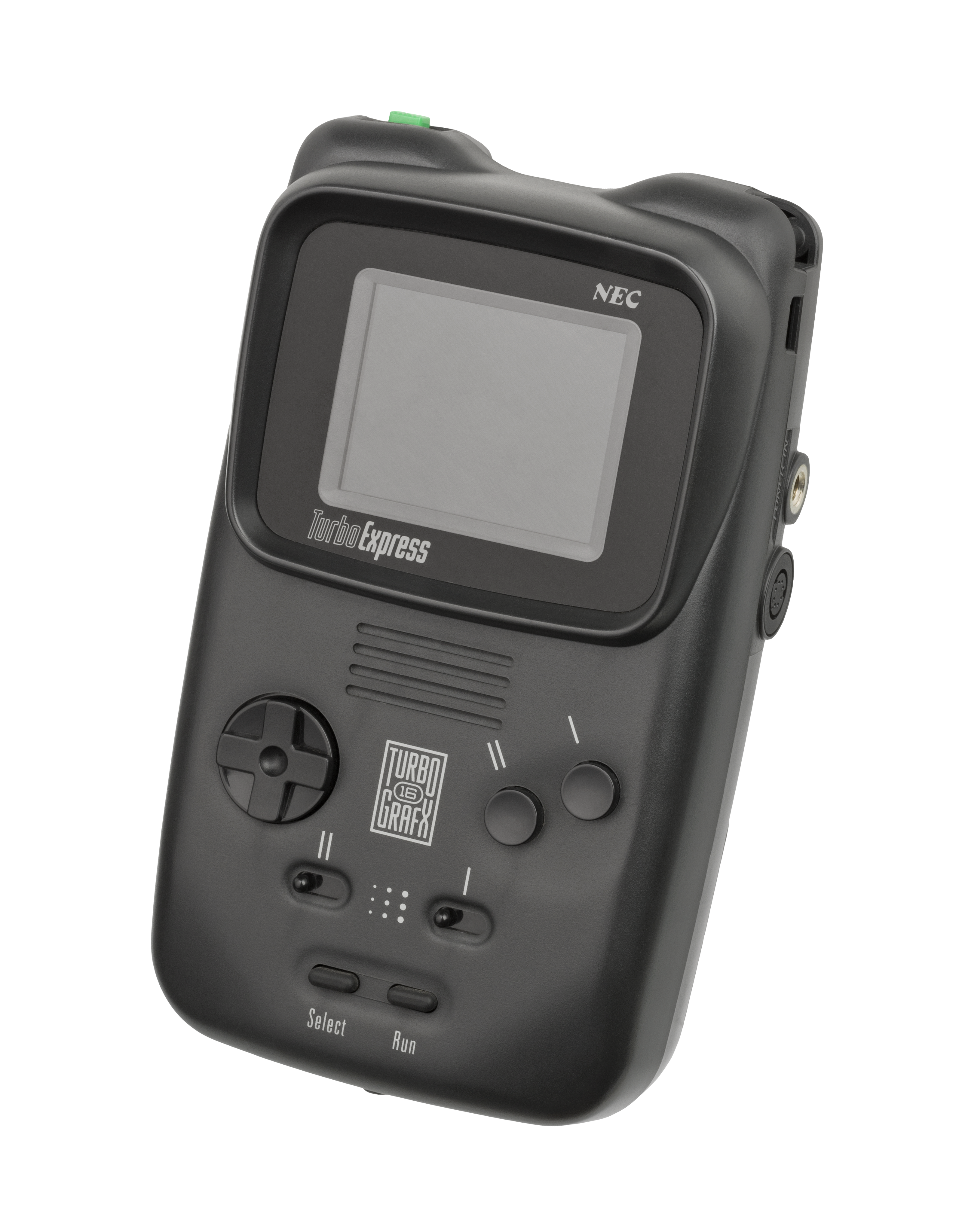
PC Engine GT

De PC Engine GT was een draagbare variant van de PC Engine en werd in 1990 gelanceerd. Het was de meest geavanceerde handzame draagbare spelcomputer van zijn tijd en kon alle op HuCard verschenen PC-Enginespellen afspelen. Het beschikte over een 2,6-inch scherm, net als de originele Game Boy.
Het beschikte over dezelfde mogelijkheden als de PC Engine: 512 beschikbare kleuren (9 bit-RGB), stereo geluidsweergave en dezelfde processor met een kloksnelheid van 7,16 MHz. De optionele tv-tuner, de "TurboVision" beschikte over RCA- geluids- en videoinvoer, waardoor de PC Engine GT als videomonitor kon worden gebruikt. Met de "TurboLink" konden twee spelers tegelijkertijd spelen. Falcon, een flightsimulator bevatte een "head-to-head dogfight"-modus die enkel met de TurboLink toegankelijk was. Nochtans boden slechts zeer weinig PC-Enginespellen een spelmodus voor twee spelers, die speciaal voor de PC Engine GT waren ontwikkeld.

### SuperGrafx

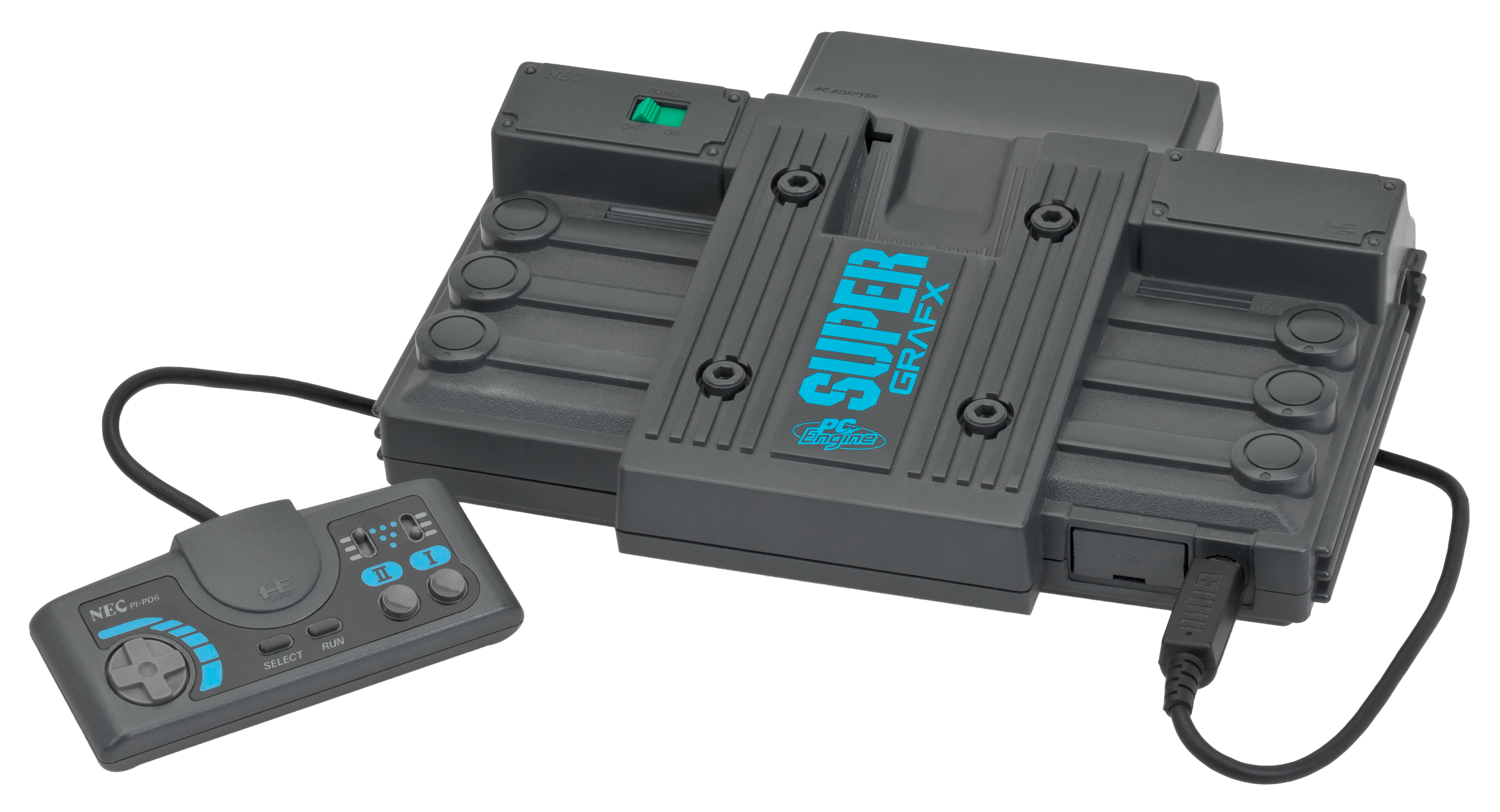
SuperGrafx

Een andere hardwarevariant is de SuperGrafx. Dit systeem is nagenoeg identiek aan de originele PC Engine maar beschikt over een dubbele reeks videochips (en een extra chip om de twee te coördineren) en viermaal zo veel RAM-geheugen. Aangezien de processor niet werd verbeterd konden de meeste softwareontwikkelaars het extra grafische potentieel niet afdoende benutten aangezien de processor het niet kon bijbenen. Er werden slechts vijf spellen voor de SuperGrafx (en één hybride spel - Darius) uitgebracht en het systeem verviel vervolgens in de vergetelheid.

## Uitbreidingen
De CD-ROM² is een uitbreiding voor de PC Engine die in Japan verscheen op 4 december 1988. De PC Engine was in die tijd de eerste spelcomputer die optische media had. De uitbreiding bestaat uit twee delen; een cd-romstation en een tussenkoppeling. In de VS en Europa is deze in november 1989 als TurboGrafx-CD uitgebracht.
In 1991 bracht men de Super CD-ROM² uit, die enkele technische verbeteringen heeft. De Super CD-ROM² is ook verwerkt in nieuwere varianten van de spelcomputer, zoals de PC Engine Duo.
NEC bracht in maart 1994 een derde uitbreiding uit, genaamd de Arcade Card. Hiermee werd het interne werkgeheugen van de Super CD-ROM² verder uitgebreid naar 2 megabyte.

## Technische specificatie

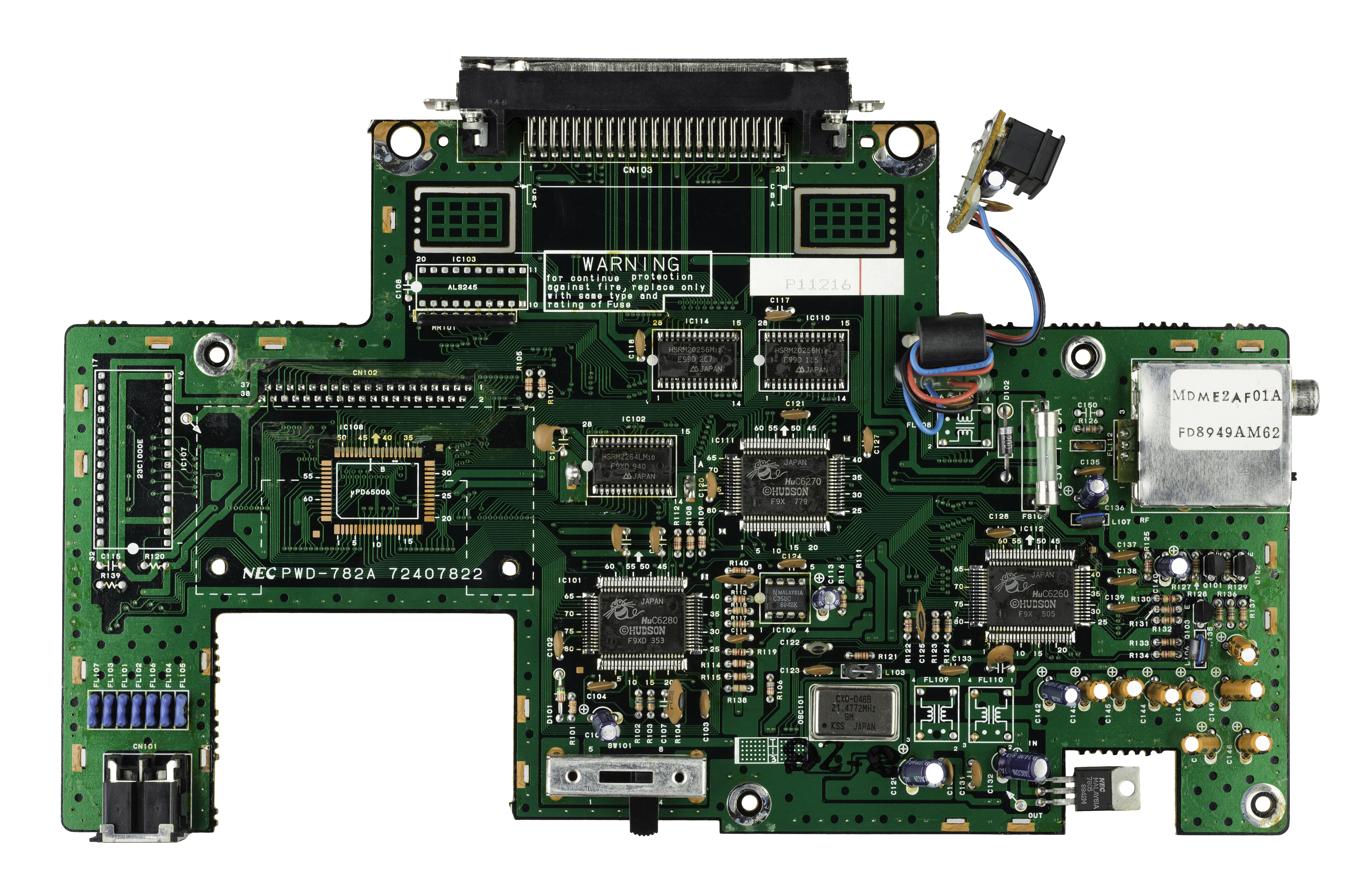
Moederbord van een TurboGrafx

- Processor: 8 bit-Hudson Soft HuC6280(A), een aangepaste WDC 65C02 met een kloksnelheid van 3,58 of 7,16 MHz (softwarematig instelbaar). Beschikt over een geïntegreerde bankswitching hardware (deze stuurt een  externe 21 bit-adresbus aan van een 6502-compatibele 16 bit-adresbus), een geïntegreerde I/O-poort, voor algemeen gebruik, een timer, blokoverdracht instructies en dedicated bewegingsinstructies voor het communiceren met de Hudson Soft HuC6270(A) VDC.
- Videokaart: een dubbele opstelling van de grafische processor. Eén 16 bit-Hudson Soft HuC6260 Video Color Encoder (VCE) en één 16 bit-Hudson Soft HuC6270(A) Video Display Controller (VDC). De Hudson Soft HuC6270(A) beschikt over een poortgebaseerde I/O die vergelijkbaar is met de TMS99xx VDP-familie.
- Resolutie:
  - X (horizontale) resolutie: variabel, maximaal 512 (programmeerbaar in stappen van 8 pixels)
  - Y (verticale) resolutie: variabel, maximaal 240 (programmeerbaar in stappen van 8 pixels)
  - de overgrote meerderheid van PC Engine-computerspellen gebruikt 256×224, hoewel enkele spellen een afwijkende (hogere) resolutie gebruiken.
- Kleur:
  - diepte: 9 bit
  - beschikbare kleuren: 512
  - aantal kleuren op het scherm: maximaal 481 (241 voor de achtergrond en 240 voor sprites)
  - paletten: Maximaal 32 (16 voor de achtergrond en 16 voor sprites)
  - aantal kleuren per palet: maximaal 16
- Sprites:
  - gelijktijdig weergeefbaar: 64
  - grootte: 16×16, 16×32, 32×16, 32×32, 32×64
  - palet: elke sprite kan tot 15 unieke kleuren bevatten (één kleur moet worden gereserveerd als transparant) door gebruik van een van de 16 beschikbare sprite-paletten.
  - lagen: de Hudson Soft HuC6270(A) VDC kon één sprite-laag weergeven. Sprites konden worden gepositioneerd voor of achter de achtergrondtiles.
- Tiles:
  - groote: 8×8
  - palet: elke achtergrondtile kan tot 16 unieke kleuren bevatten door gebruik van een van de 16 beschikbare achtergrondpaletten. De eerste kleur van ieder achtergrondpalet moet hetzelfde zijn voor alle achtergrondpaletten.
  - lagen: de Hudson Soft HuC6270(A) VDC kon één achtergrondlaag weergeven.
- Geheugen:
  - werkgeheugen, RAM: 8KB
  - videogeheugen, RAM: 64KB
- Geluid:
  - 6 PSG-geluidskanalen, programmeerbaar door middel van de Hudson Soft HuC6280(A) CPU.
  - in combinatie met de cd-rom-randapparatuur: cd-DA-geluid en een enkel ADPCM kanaal naast de bestaande geluidsmogelijkheden van de PC Engine.
- Spelmedia:
  - HuCard: een dunne gegevensdrager ter grootte van een kredietkaart. De grootste Japanse HuCard-spellen hadden een omvang tot 20Mbit.
  - cd: de PC Engine beschikte als eerste spelcomputer over cd-rom-toebehoren.

## Trivia
De Amerikaanse variant van de PC Engine GT, genaamd de TurboExpress, verscheen in de film Enemy of the State.

## Mini-versie
In 2020 bracht Konami, de huidige eigenaar van NEC, een miniversie van de PC Engine op de markt. De spelcomputer kwam wereldwijd uit in Japan onder de naam PC Engine Mini op 19 maart 2020, in de VS onder de naam TurboGrafx-16 Mini op 22 mei 2020 en in Europa als PC Engine CoreGrafx Mini op 5 juni 2020. Het systeem komt met 57 (Japanse versie met 58) vooraf geïnstalleerde spellen die verschillen per regio.